# Nové Město nad Metují
Pour les articles homonymes, voir Nové Město.
Nové Město nad Metují (en allemand : Neustadt an der Mettau) est une ville du district de Náchod, dans la région de Hradec Králové, en Tchéquie. Sa population s'élevait à 9 304 habitants en 2024.

## Géographie
Nové Město nad Metují est arrosée par la rivière Metuje, un affluent de l'Elbe, et se trouve à 8 km au sud de Náchod, à 28 km au nord-est de Hradec Králové et à 126 km à l'est-nord-est de Prague.
La commune est limitée par Provodov-Šonov au nord, par Přibyslav, Jestřebí, Libchyně, Slavoňov et Ohnišov à l'est, par Chlístov et Dobruška au sud, par Vršovka au sud-ouest, et par Černčice et Nahořany à l'ouest.

## Histoire
La ville a été fondée en 1501 Jan/Johann Černčický von Kácov et nommée Hradiště Nové Město nad Metují.

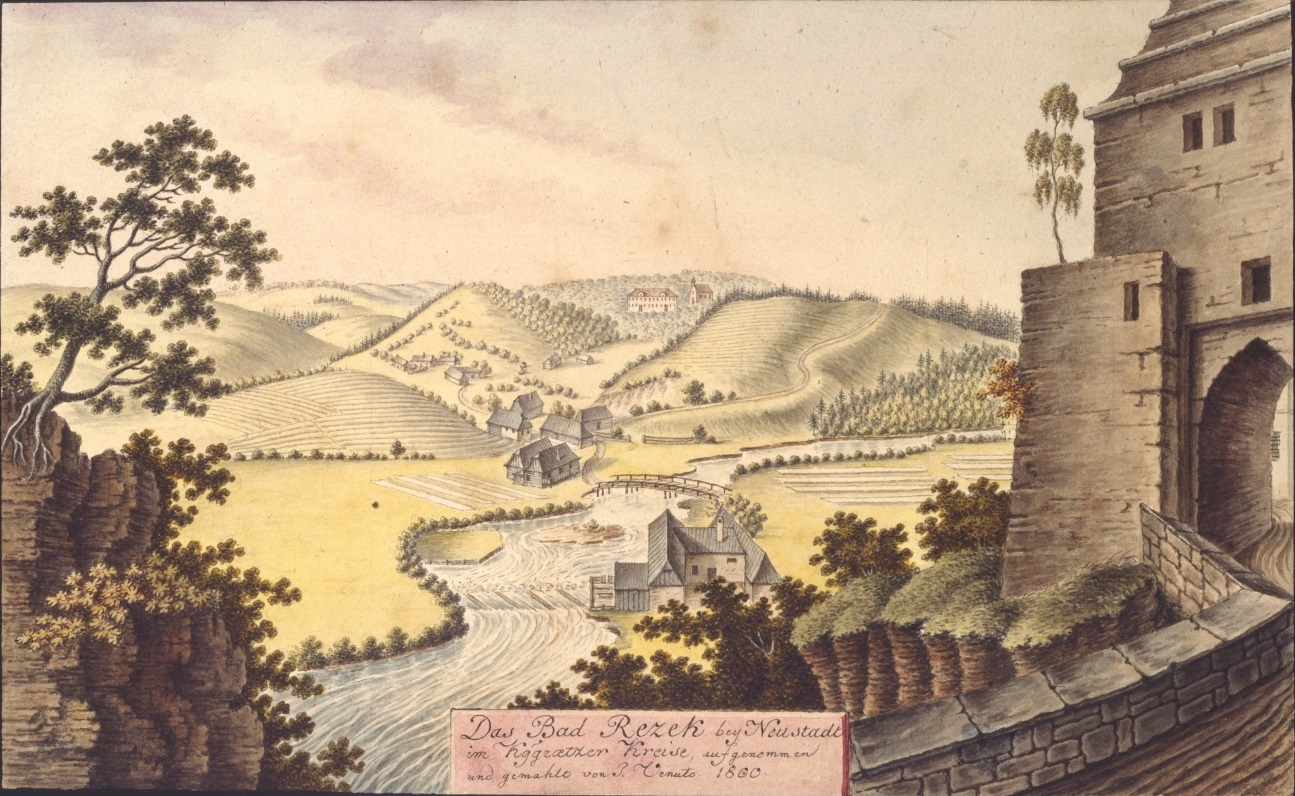
Bad Rezek, près de Nové Město nad Metují, peinture de Joann Venuto (1800).

## Administration
La commune se compose de quatre sections :
- Nové Město nad Metují
- Krčín
- Spy
- Vrchoviny

## Galerie

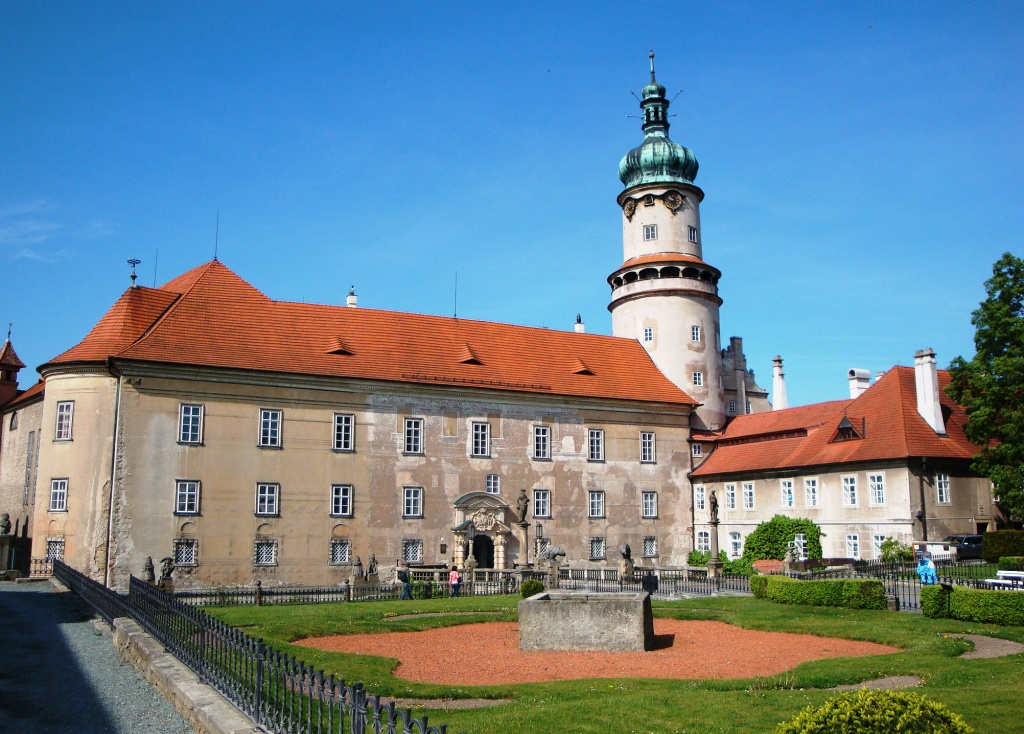
Château de Nové Město nad Metují.
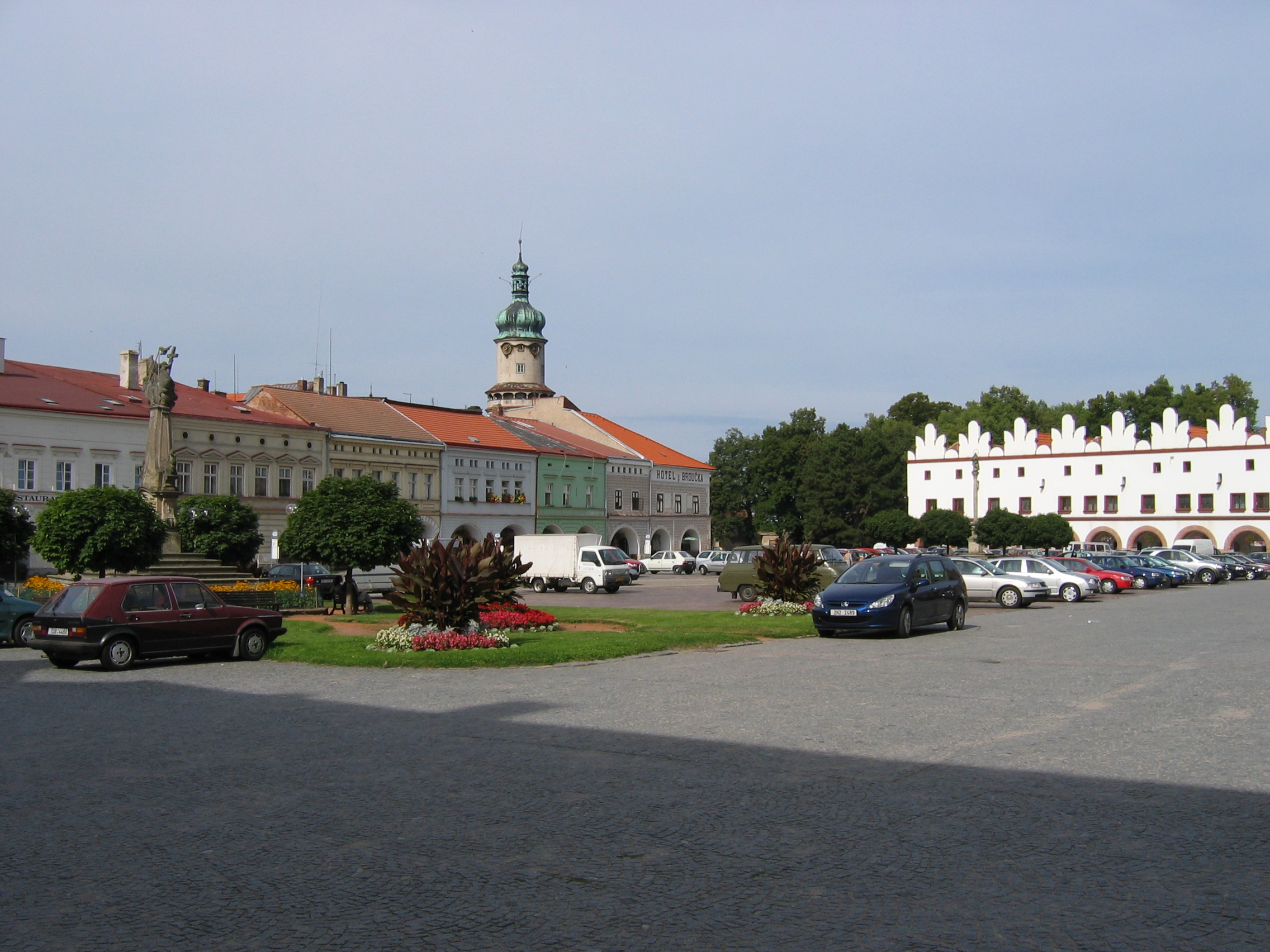
Place du marché.

## Transports
Par la route, Nové Město nad Metují se trouve à 10 km de Náchod, à 32 km de Hradec Králové et à 157 km de Prague.